# Bremsen (Leichlingen)
Bremsen ist eine Ortslage in der Stadt Leichlingen (Rheinland) im Rheinisch-Bergischen Kreis. Die Ortslage ist heute nicht mehr als eigenständiger Wohnplatz wahrnehmbar, sondern Teil der südwestlichen Vorstadt Leichlingens.

## Lage und Beschreibung
Bremsen liegt südwestlich des Leichlicher Stadtzentrums an der gleichnamigen Straße Bremsen. Der Siedlungskern des Wohnplatzes ist in der geschlossenen Wohn- und Gewerbebebauung aufgegangen, der gesamte Ortsbereich ist heute Teil des Leichlinger Kernorts. Östlich von dem Ort verläuft die Bahnstrecke Gruiten–Köln-Mülheim, westlich die ehemaligen Landesstraße L288.  
Benachbarte, zumeist die in südwestliche und südliche Vorstadt Leichlingens aufgegangene Orte sind Kaltenberg, Sandberg, Kellerhansberg, Bockstiege, Windfahne, Zwei Eichen, Schraffenberg, Brückerfeld, Scheeresberg und Bahnhof.

## Geschichte
Die Topographische Aufnahme der Rheinlande von 1825 verzeichnet den Ort als Bremse und die Preußische Uraufnahme von 1844 als Bremsen. Die Leichlinger Gemeindekarte von 1830 zeigt den Ort als Bremmen. Ab der Preußischen Neuaufnahme von 1892 ist der Ort auf Messtischblättern bin Ende des 20. Jahrhunderts regelmäßig als Bremsen verzeichnet.
1815/16 besaß der Ort 24 Einwohner, 1830 lebten 26 Menschen im als Weiler kategorisierten Ort.  1832 gehörte Bremsen der Bürgermeisterei Leichlingen an. Der laut der Statistik und Topographie des Regierungsbezirks Düsseldorf als Hoftstadt kategorisierte Ort besaß zu dieser Zeit drei Wohnhäuser und zwei landwirtschaftliche Gebäude. Zu dieser Zeit lebten 21 Einwohner im Ort, davon sechs katholischen und 15 evangelischen Bekenntnisses. 1867 wurde nahe dem Ort die Bahnstrecke Gruiten–Köln-Mülheim eröffnet. 
Die Gemeinde- und Gutbezirksstatistik der Rheinprovinz führt Bremsen 1871 mit einem Wohnhaus und fünf Einwohnern auf. Im Gemeindelexikon für die Provinz Rheinland werden 1885 zwei Wohnhäuser mit zehn Einwohnern angegeben. 1895 besitzt der Ort zwei Wohnhäuser mit zwölf Einwohnern, 1905 zwei Wohnhäuser mit neun Einwohner.
Bis in die zweite Hälfte des 20. Jahrhunderts besaß Bremsen eine eigenständige Lage. Im Laufe der Zeit verdichtete sich die Wohn- und Gewerbebebauung und der Ort ging in den Leichlinger Kernort auf. 